# Wyoming-Kraton

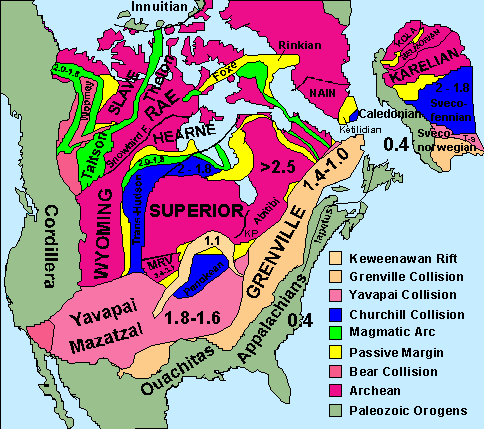
Das Trans-Hudson-Orogen (blau) wird umgürtet vom Wyoming-, dem Hearne-Rae- und dem Superior-Kraton (lila). Zusammen bilden sie das Herzstück des nordamerikanischen Kratons (Laurentia).

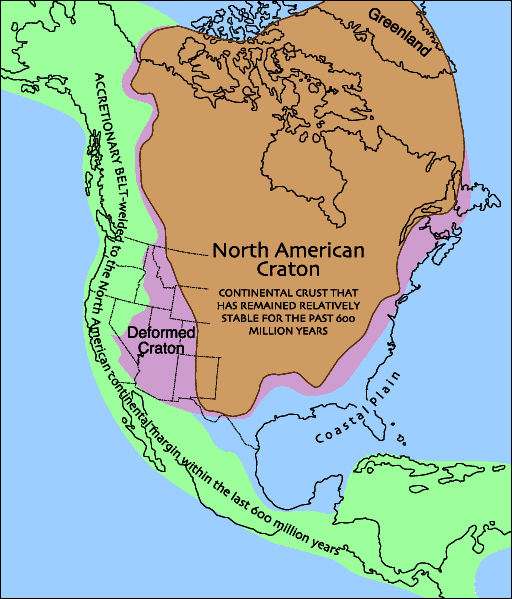
Der Nordamerika-Kraton, auch als Laurentia bezeichnet.

Der Wyoming-Kraton (auch Wyoming-Provinz) ist der amerikanische Kraton (alter kontinentaler Festlandskern) in den zentralwestlichen Vereinigten Staaten. Er erstreckt sich über Montana, Wyoming und Teile des nördlichen Utah.
Während der Trans-Hudson-Orogenese wurde der Wyoming-Kraton mit den bereits früher aufeinandergetroffenen kontinentalen Bruchstücken Superior-Kraton und Hearne-Rae-Kraton entlang der Trans-Hudson-Suturzone verschweißt.
Im Wyoming-Kraton sind stellenweise 3600–3000 Millionen Jahre alte Gneise erhalten geblieben, außerdem kann mittels Isotopenanalyse belegt werden, dass Krustenteile desselben Alters in jüngere Plutone inkorporiert wurden. Dies führt zur Schlussfolgerung, dass die Ursprünge des Wyoming-Kratons bis auf das Paläoarchaikum zurückgehen, er im Neoarchaikum magmatisch und tektonisch überprägt und schließlich im Mesoproterozoikum einem Dehnungsprozess ausgesetzt wurde, der zu kontinentalem Rifting führte.

## Geologische Übersicht
Das präkambrische Grundgebirge Wyomings besteht aus drei größeren geologischen Terranen:
- dem archaischen Wyoming-Kraton (bzw. Wyoming-Provinz)
- dem paläoproterozoischen Trans-Hudson-Orogen
- und dem paläoproterozoischen Colorado-Orogen.

Das Colorado-Orogen kollidierte mit dem Wyoming-Kraton im Zeitraum zwischen 1780 und 1750 mya. Durch den Zusammenstoß mit dem Colorado-Orogen und dem Trans-Hudson-Orogen erfuhr der archaische Wyoming-Kraton an seinem Süd- bzw. Ostrand eine sehr starke tektonische Überprägung.
Der Wyoming-Kraton besteht hauptsächlich aus zwei Gesteinskomplexen – einerseits granitische Plutone, die ein Alter von 2800 bis 2550 Millionen Jahren aufweisen und mit Gneisen und Migmatiten assoziiert sind, andererseits suprakrustale Metavulkanite und Metasedimente, die aber nur weniger als 10 % ausmachen. Die Granitoide sind in der Regel kaliumhaltig und stammen im Wesentlichen aus älteren, (3100 bis 2800 Millionen Jahre alten) rezyklierten Gneisen. Der relativ starke magnetische Kontrast zwischen den Granitoiden und den Gneisen ermöglicht ein Kartieren der Gesteinseinheiten auch in Geländeabschnitten, in denen das Grundgebirge von Sedimenten überdeckt wird. Die magnetischen Daten lassen eine nahezu halbkreisförmige, nach Norden hin offene Anordnung der archaischen Einheiten erkennen.

## Unterteilungen der Wyoming-Provinz
Die Wyoming-Provinz kann in drei Unterprovinzen aufgeteilt werden (von jung nach alt):
- die im Süden angelagerten Terrane
- die Beartooth-Bighorn magmatische Zone
- die Metasedimentprovinz von Montana.

Die archaischen Gesteine der Metasedimentprovinz von Montana und die Beartooth-Bighorn magmatische Zone zeichnen sich aus durch
1. hohes Alter (Gesteinsalter bis zu 3500 Ma, detritische Zirkonalter bis zu 4000 Ma und Neodym-Modellalter, die 4000 Ma überschreiten)
2. definitiv angereichertes 207Pb/204Pb Isotopenverhältnis – dies schließt eine Anlagerung exotischer Terrane in diesem Krustenbereich aus
3. relativ dicke mafische Unterkruste (15–20 Kilometer).

Bereits vor 3000–2800 Ma wurden sie kratonisiert und damit fester Bestandteil der Wyoming-Provinz. Weiteres Krustenwachstum mittels Kontinentalbogenmagmatismus erfolgte zwischen 2680 und 2500 Ma durch die am Südrand des Kratons angelagerten Terrane. Gegen Ende des Archaikums waren dann alle drei Unterprovinzen im heutigen Wyoming-Kraton fest miteinander verschweißt.
Zwischen 1900 und 1800 mya wurde der mittlerweile konsolidierte Krustenbereich Wyomings an Laurentia angelagert.
Paläoproterozoische mobile Krustengürtel (ihrerseits 2400–1700 Millionen Jahre alt) umlagerten anschließend die Wyoming-Provinz an ihrem West- und Südrand und führten unweigerlich zu erneuten tektonischen Bewegungen, die von magmatischen Prozessen begleitet wurden.
Chamberlain (2003) unterteilt aufgrund einer unterschiedlichen Interpretation der Abläufe im ausgehenden Archaikum die Wyoming-Provinz in fünf Unterprovinzen:
- die Metasedimentprovinz von Montana
- die Bighorn-Unterprovinz
- die Sweetwater-Unterprovinz.

Diese drei Unterprovinzen bildeten das archaische Kernstück. Sowie:
- der Sierra Madre-Medicine Bow-Krustenblock und
- der Black Hills-Hartville-Krustenblock.

Die zuletzt genannten Krustenblöcke verhielten sich möglicherweise allochthon gegenüber dem 3000 Millionen Jahre alten Kraton.
Mit dem analytischen Verfahren „Deep Probe“ wurde herausgefunden, dass im Bereich der Bighorn-Unterprovinz eine dicke Unterkruste vorhanden ist, die im Zusammenhang mit mafischer magmatischer Aktivität um 2700 Ma unterschoben wurde. Die Sweetwater-Unterprovinz wird gekennzeichnet durch ein Ost-West-streichendes tektonisches Gefüge, das in mindestens drei zeitlich in Verbindung stehenden tektonischen Schüben entstanden war (Beckenbildung, Einengungsphase und Inselbogenmagmatismus). Dieses Gefüge (inklusive der 2620 Millionen Jahre alten Oregon Trail-Struktur) hat seinerseits Lage und Orientierung für die später stattfindenden proterozoischen Grabenbruchereignisse und die laramischen Hebungsprozesse vorgezeichnet.
Die jetzige Lithospärenstruktur der Wyoming-Provinz ist das Ergebnis über Milliarden von Jahren anhaltender kumulativer Krustenprozesse wie z. B. Krustenwachstum, tektonische Umformungen und kontrastierender Lithospärenaufbau. Sollte seit 3000 Ma je ein spürbares Krustenwachstum erfolgt sein, so dürfte es wohl auf einer Kombination von Inselbogenmagmatismus mit dem Unterschieben von mafischer Unterkruste beruhen.

## Entstehen von Laurentia
Bereits vor 1860 Millionen Jahren begann an der Westseite des Wyoming-Kratons der Anlagerungsprozess des Selway-Terrans. Ab zirka 1840 mya kam es zum Zusammenstoß zwischen dem Hearne- und dem Superior-Kraton während der Trans-Hudson-Orogenese in Kanada. Erste Bewegungen derselben Orogenese ergriffen dann den Wyoming-Kraton ab 1810 mya im nördlichen und östlichen Abschnitt (westliches Nord- und Süddakota, südöstliches Montana). Die endgültige Vereinigung des östlichen Wyoming-Kratons mit Laurentia geschah im Zeitraum 1780–1740 mya – am Südrand des wachsenden Kontinents vollzog sich die Akkretion eines vulkanischen Inselbogens, dem Colorado-Orogen. Die gebirgsbildenden Bewegungen fanden schließlich ihren Abschluss in einer posttektonischen magmatischen Phase, die z. B. den Granit des Harney Peak in den Black Hills absonderte.

## Anlagerung des Colorado-Orogens
Während des Paläoproterozoikums um 1760 mya überfuhr das Colorado-Orogen den Wyoming-Kraton entlang des 500 Kilometer breiten Cheyenne-Gürtels, der nach der Stadt Cheyenne in Wyoming benannt wurde und vorwiegend aus proterozoischen Inselbogengesteinen besteht. Diese Kollision hatte zur Folge, dass die Wyoming-Provinz selbst noch 75 km innerhalb der entstandenen Sutur intensiv verformt und metamorphosiert wurde. Die Sutur - ein 5 Kilometer breiter NW-vergenter
Mylonitgürtel, dessen Südseite 10 Kilometer angehoben wurde – durchzieht die Laramie Mountains und teilt diese in zwei sehr unterschiedliche Hälften. Aber auch der etwas früher erfolgte Zusammenstoß am Ostrand des Kratons mit dem paläoproterozoischen Trans-Hudson-Orogen war nicht ohne Folgen geblieben – im herausgehobenen Hartville-Krustenblock und in den Laramie Mountains wurden die archaischen Gesteine ebenfalls sehr stark tektonisch beansprucht.
In den Laramie Mountains und in den benachbarten Medicine Bow Mountains wird das Colorado-Orogen von rund 1400 Millionen Jahre alten mesoproterozoischen Anorthositen und Syeniten des Laramie-Anorthositkomplexes sowie Graniten (wie z. B. den Ilmenit-führenden Sherman Granite) intrudiert. Diese Intrusionen durchsetzen aber nicht nur den Cheyenne-Gürtel, sondern greifen auch auf Kristallingestein in der Wyoming-Provinz über. Insgesamt betrachtet sind sie aber nur der nördliche Abschnitt eines sehr breit angelegten Intrusivgürtels, der das gesamte Colorado-Orogen durchzieht.

## Laramische Gebirgsbildung und neogene Bruchtektonik
Der Wyoming-Kraton verdankt seine spektakulären Bergketten im Wesentlichen einer kompressiven Deformationsphase, die während der Laramischen Gebirgsbildung vor rund 60 Millionen Jahren stattfand. Die aus präkambrischen Gesteinen bestehenden Grundgebirgsblöcke wurden während dieser Deformation in hohe Krustenniveaus angehoben, der vertikale Versatz des Grundgebirges kann bis 9250 Meter betragen! Anschließende Erosion schuf dann die jetzige Topographie. Die etwas früher im westlichen Wyoming abgelaufene Sevier-Gebirgsbildung war tangentialer Natur gewesen und hatte nur relativ dünnlagige Überschiebungen hervorgebracht – nicht unterbrochene magnetische Anomalien lassen erkennen, dass das Grundgebirge in dieser Region wenig deformiert und auch nur geringfügig angehoben wurde.
Im Zeitraum Pliozän–Pleistozän kam es dann zur letzten größeren bruchtektonischen Phase, so wurde u. a. die Teton Range an steilstehenden Verwerfungen herausgekippt. Der vertikale Versatz an der Ostseite dieser Kette beträgt 7800 Meter.